# 리엄 커닝엄
리엄 커닝엄(Liam Cunningham, 1961년 6월 2일 ~ )은 아일랜드의 배우이다.

## 출연 작품

### 영화
- 보리밭을 흔드는 바람 (2006)
- 해리 브라운 (2009) - 시드 역
- 라스트 보이지 오브 더 데메테르 (2023)

### 텔레비전
- 닥터 후 (2013)
- 베라 (2013)